# 중동학원
중동학원(中東學園)은 대한민국의 학교법인이다. 자율형 사립고등학교인 중동고등학교와 중동중학교를 운영하고 있으며 7인의 이사로 이루어진 이사회가 경영 주체이다.

## 연혁
- 1906년 중동학교 설립
- 1948년 7월 31일 재단법인 중동학원 설립 (최규동 선생 이사장 취임)
- 1964년 1월 24일 학교법인 중동학원으로 개칭
- 1951년 8월 25일 중동고등학교 설립인가
- 1974년 11월 학교법인 수송학원 인수
- 1982년 야간학교 폐지
- 1984년 3월 1일 강남구 일원동 618번지 신축교사로 이전
- 1994년 6월 1일에 중동고등학교 동문인 고 이병철 회장의 모교라는 점을 고려하여 삼성그룹이 학교 지원
- 2011년 10월 삼성의 지원 중단 선언

## 현황
재단 사무실은 서울시 강남구 일원로 7 (일원동)에 위치해 있다.

이사회 구성
2019년 2월 7일 기준
| 직위   | 이름   | 직업 및 주요경력                                   | 임기             |
| ------ | ------ | -------------------------------------------------- | ---------------- |
| 이사   |        |                                                    |                  |
| 이사장 | 김대유 | 전임 대통령비서실 경제수석, 전임 광희학원 이사장   | 2022년 10월 23일 |
| 이사   | 김경회 | 성신여자대학교 교수, 전임 서울시교육청 부교육감    | 2022년 11월 13일 |
| 이사   | 김종중 | 전임 삼성미래전략실 사장, 전임 삼성전자 사장       | 2022년 10월 23일 |
| 이사   | 이재헌 | 원익홀딩스 사장, 전임 원익그룹 기조실 사장         | 2022년 10월 23일 |
| 이사   | 배철현 | 전임 서울대학교 교수                               | 2022년 10월 23일 |
| 이사   | 장영섭 | 전임 연합통신 대표이사, 전임 연합인포맥스 대표이사 | 2022년 12월 17일 |
| 이사   | 곽창신 | 세종대학교 교육대학원장, 전임 충북교육청 부교육감  | 2022년 12월 17일 |
| 감사   |        |                                                    |                  |
| 감사   | 이만희 | 전임 배재대학교 초빙교수, 전임 한국교원대 사무국장 | 2021년 4월 18일  |
| 감사   | 유상수 | 삼일회계법인 부대표                                | 2021년 12월 17일 |

## 참고 문헌
- 네이버 백과사전 https://terms.naver.com/100.nhn?docid=821236
- <<경향신문>> 1994년 3월 27일, <<동아일보>> http://news.donga.com/3/all/20111020/41272405/1
- 네이버 민족문화대백과 https://terms.naver.com/entry.nhn?docId=561255&mobile&categoryId=1644
- 한국기업데이터 (학교)중동학원 (대표자:김득수) http://www.kreport.co.kr/ctessr_b10g.do?svCd=03&iKEDCD=0007106589&extBuyYn=Y

## 같이 보기
- 중동고등학교